# Waldemar Sierański
Waldemar Sierański (ur. 5 kwietnia 1958 w Warszawie) – polski artysta kabaretowy i aktor. Współtworzy kabaret „Koń Polski”.

## Filmografia
- 1999: Badziewiakowie
- 2000: Skarb sekretarza
- 2002: Jest sprawa...